# 大塚敏文
大塚 敏文（おおつか としふみ、1931年9月2日 - 2001年12月16日）は、日本の医学者、医師。専門は救急医学、外傷外科学、外科学。学位は、医学博士。
元日本医科大学理事長、元日本医科大学主任教授、元日本医科大学付属病院病院長。

## 人物
日本医科大学第一外科学教室入局後、日本医科大学付属病院救急医学科（現在の救命救急科）に勤務。
日本医科大学救急医学教室の初代主任教授に就任後は、日本医科大学付属病院病院長、日本医科大学理事長を歴任した。後任の主任教授は山本保博。
日本救急医学会理事長、救命救急士国家試験委員会委員長を務めた。
2001年12月16日、急性呼吸不全のため死去。